# Vattenverket i Bougival
Vattenverket i Bougival eller Maskinen vid Marly (franska: La Machine de Marly, danska: Vandværket i Bougival) är en oljemålning av den fransk-brittiske konstnären Alfred Sisley från 1873. Den är utställd på Ny Carlsberg Glyptotek i Köpenhamn.

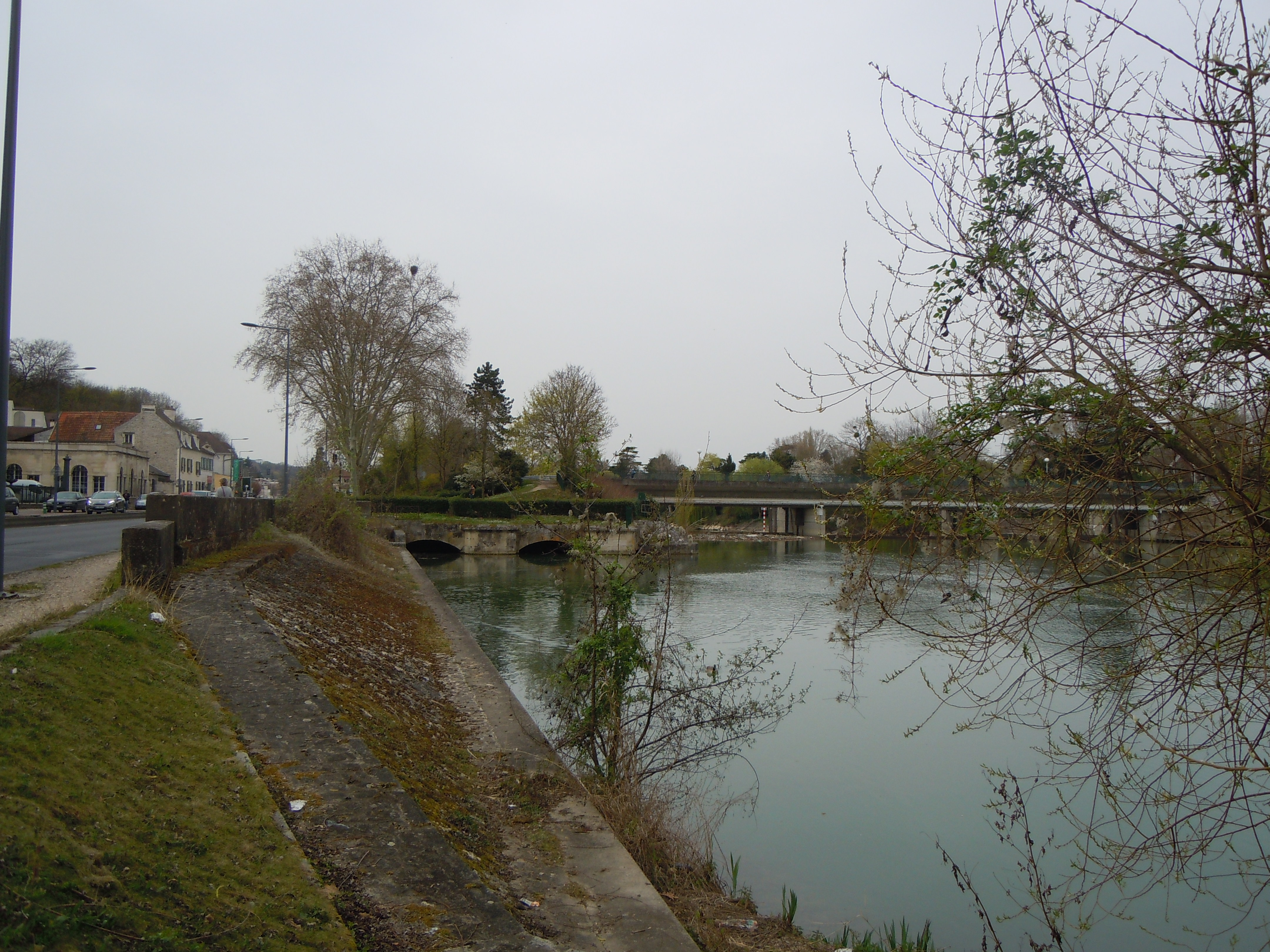
Platsen idag. Huset är rivet.

Målningen visar Maskinen vid Marly, en stor hydraulisk vattenpump som försåg slottet i Versailles med vatten. Den byggdes 1684 vid floden Seine, nedströms från (väster om) Paris och i höjd med byarna Le Port-Marly och Bougival, inte långt från Louveciennes där Sisley vid tidpunkten var bosatt. 
Sisley var den mest konsekventa av impressionisterna i sitt engagemang för att måla landskap en plein air, dvs. utomhus. Han målade sällan porträtt, utan föredrog landskap i Paris omgivning. 